# Trechona
Trechona es un género de arañas migalomorfas de la familia Dipluridae. Se encuentra en Brasil en la Mata atlántica.

## Lista de especies
Según The World Spider Catalog 11.5:
- Trechona rufa Vellard, 1924
- Trechona uniformis Mello-Leitão, 1935
- Trechona venosa (Latreille, 1832)